# Anaximander
Anaximander eller Anaximandros (Ἀναξίμανδρος), född 610 f.Kr. i Miletos, död 546 f.Kr. i Miletos, var en grekisk filosof, en av de joniska naturfilosoferna. Han är mest känd som den förste att påstå att jorden inte hölls uppe av något alls, utan att det är en cylinder som svävar i tomrummet.

## Apeiron
Anaximander förde Thales från Miletos arv kring sökandet efter urämnet, arche, vidare. Han menade att allting härstammade ur vad han kallade apeiron 'gränslöst', 'det formlösa', en kvalitetslös och oförgänglig materia, något som är allt och inget bestämt. Förändring i naturen berodde på en verkan mellan motsatspar, exempelvis varmt och kallt, vått och torrt. Med detta var han den förste naturfilosofen att ställa upp en universell naturlag.
Det allra tidigaste bevarade filosofiska fragmentet härstammar från Anaximander. Fragmentet utgörs av ett citat ur Simplikios kommentar till Aristoteles Physica:
Anaximander sade att tingens ursprung är det gränslösa, något som är obegränsat, grekiska: ἄπειρον. Varifrån de uppkommer, däri förgås de enligt skyldighet: ty de måste straffas och göra bot mot varandra för sin orättfärdighet enligt tidens ordning.
Anaximanders (antagligen) egna ord är i fetstil. Fragmentet har framkallat en massiv diskussion om hur Anaximanders dunkla och förtäckta ord borde tolkas.
Ur det "gränslösa" skulle enligt Anaximander de fyra enkla grundämnena ha avsöndrat sig på så sätt att det fasta (vår jord) intog mitten av världen, och omkring detta lagrade sig närmast vattnet, därefter luften och slutligen ytterst vid randen elden. Jorden var till formen en cirkelrund skiva som höll sig svävande i rummet då den överallt befann sig lika långt från världens yttre rand. När det gäller tillkomsten av de organiska väsendena antog Anaximander en utveckling från lägre till högre former. Människorna skulle ha utvecklat sig ur fiskar.
Anaximander sysselsatte sig också ingående med geografiska studier, och fädernestaden Miletos vidsträckta handelsförbindelser ställde rikhaltigt material till hans förfogande. Bland annat gjorde han utkast till en världskarta. På denna var Medelhavet tecknat såsom ett slutet bäcken, medan han också lät jordens yttersta rand runtomkring vara omgiven av hav. Även i den grekiska litteraturen var han banbrytande genom att bli den förste som lade bort den poetiska formen och skrev på enkel prosa.
Professorn i idé- och lärdomshistoria, Svante Nordin, skriver i sin bok Det politiska tänkandets historia "Universum styrs, tycks Anaximandros mena, av en rättviseprincip. Då till exempel det våta hotar att ta överhanden över det torra eller det varma över det kalla inträder en nemesis som återställer balansen."

## Utmärkelser
Nedslagskratern Anaximander på månen och asteroiden 6006 Anaximandros är uppkallade efter Anaximander.

### Texteditioner
- Anaximandre, Fragments et témoignages. Texte grec, traduction, introduction & commentaire par Marcel Conche. Paris: Presses universitaires de France, 1991. (Collection Épiméthée.)
- Diels, H. & Kranz, W. (1966) Die Fragmente der Vorsokratiker, I #12. 12. unveränderte Auflage. Dublin/Zürich: Weidmann.

### Sekundärlitteratur
- Kahn, Ch. H. (1960) Anaximander and the origins of Greek cosmology. New York: Columbia University Press.
- Seligman P. (1962) The apeiron of Anaximander. A study in the origin and function of metaphysical ideas. University of London: Athlone Press.